# Ось Я стою під дверима та стукаю
Ось Я стою під дверима та стукаю — це уривок з  Об'явлення Івана Богослова, який є виявом Божої любові до людини і надією на те, що вона відчинить двері свого серця. Повна  фраза звучить так:
| " | Ось Я стою під дверима та стукаю: коли хто почує Мій голос і двері відчинить, Я до нього ввійду, і буду вечеряти з ним, а він зо Мною. (Об. 3:20) | " |

## Богословське тлумаченя
Є думка, що Христос стоїть біля душі кожного не порушуючи свободи, чекає, коли людина сама відчинить двері, тобто прислухається до Його слова , очистить душу покаянням, і тоді Господь увійде в серце людини і буде вечеряти  з нею.
Христос – Наречений, душа – наречена. Образ Небесного Нареченого прослідковується ще  зі Старого Завіту: «...Ось, голос мого коханого!.. Стукає... "Відчини мені, сестро моя..."» (Пісн. 5:2).

Коментар Зіґберта В.Бекера:
Немає сумніву, що тут ми маємо справу з запрошенням Євангелія. Спаситель благає людей дозволити Йому прийти в їхні життя та серця, щоб Він міг поділитися з ними усіма благословеннями Своєї любові. Його слова, є просто іншим способом вираження того ж Євангельського запрошення, котре висловлене багатьма шляхами у всій Біблії .
Коментар Томаса Райта: 
Я чув десятки проповідей і бесід по цьому віршу. Усі вони закликали слухачів відкрити двері своїх сердець, впустити Ісуса у своє життя. Проте, при всій корисності і актуальності подібних закликів, слід зауважити, що акценти в тексті розставлені трохи інакше. Це особливо ясно, якщо зіставити його з Євангеліями: у двері стукається не хто інший як хазяїн будинку, що повернувся неждано (пор. застереження Сардам: 3:3), а відкриває двері безсонний раб. Значить, будинок належить самому Ісусові, а наша справа лише впустити Його додому!
Коментар Макарія Єгипетського: 
Отже, приймімо Бога і Господа, істинного лікаря. Котрий  прийшов і багато для нас потрудився, один може вилікувати наші душі. Адже  неперестанно стукає Він у двері сердець наших, щоб відчинили ми  Йому, і він увійшов і відпочив у  душах наших, а ми вимили і помастили ноги Його, і створив Він  у нас оселю
Христос  описав, як стоїть «при дверях» і стукає. Він закликає тих, хто чує, відчинити двері. І їм Христос пообіцяв: «Увійду до нього і вечерятиму з ним і він зо Мною.» Якщо ж Христос знаходиться по той бік дверей, то людина не має ні дружби з Ним, ні справжнього багатства. Коли ж Христос всередині, то Він радіє із цією людиною і ділиться з нею надзвичайною ласкою Божою. Є припущення що звернення Христос адресував  саме християнам, а не  язичникам. А тому ці Його слова підіймають  важливе запитання стосовно всеосяжності особистого товаришування з Христом. Тим, хто Його прийме, Христос пообіцяв надати право «сісти» з Ним «при» Його «престолі» і розділити Його перемогу.

## У культурі
Слова Об'явлення  ілюструє знаменита картина Вільяма Ганта « Світоч  світу », яка в свою чергу надихнула Артура Саллівана, написати ораторію «The Light of the World» у 1873 році. Існує безліч менш відомих картин, ілюстрацій, віршів та музичних композицій на цю тему.